# Лека нощ, деца
„Лека нощ, деца“ (или повече известна като „Сънчо“) е българска телевизионна рубрика за деца. Излъчва се по Първа програма (впоследствие Канал 1 и БНТ1) всяка вечер в 19:50 или 19:45 ч. Първото издание е на 5 март 1960 г. През 2003 г. рубриката е свалена от екран, но година по-късно се завръща. От септември 2019 г. рубриката се излъчва по БНТ 2. В рубриката се разказват приказки за Кума Лиса, Зайо Байо, Баба Меца, Кумчо Вълчо, Педя Човек Лакът Брада, Гинко-Пружинко, Макс и Мориц и много други български и чуждестранни приказни герои.
Сред сериалите излъчвани през 80-те са „Джейми и вълшебното фенерче“, „Ум белият делфин“, „Семейство Мейзга“, „Приказки под шипковия храст“, „Том и Джери“, „Ну погоди“, „Пинко Розовата пантера“, Патето Яки и други.
Най-известият чуждестранен сериал излъчван в рубриката е „Банани с пижами“. Създателите на основната песничка „Аз съм Сънчо“ към предаването са Петър Ступел (музика) и Димитър Спасов (текст). Изпълненията на оригиналната песен и на различните песенни варианти на „Аз съм Сънчо“ са на куклената актриса Лина Бояджиева.
В началната и крайната мелодия (използващи се от 2005 г.) се появяват герои от „Лятото на Гъбелко“.